# Phyllopteryx taeniolatus
A Phyllopteryx taeniolatus a sugarasúszójú halak (Actinopterygii) osztályának pikóalakúak (Gasterosteiformes) rendjébe, ezen belül a tűhalfélék (Syngnathidae) családjába tartozó faj.
Nemének a típusfaja.

## Előfordulása
A Phyllopteryx taeniolatus előfordulási területe az Indiai-óceán délkeleti részén és a Csendes-óceán délnyugati részén van, azaz Ausztrália déli partvidéke mentén. Nyugat-Ausztráliától Új-Dél-Walesig, valamint Tasmania körül található meg.

## Megjelenése
A hal elérheti a 46 centiméteres hosszúságot is, de már 30-32 centiméteresen felnőttnek számít. Ez a tűhalféle egy elnyújtott csikóhalnak (Hippocampus) néz ki. A fejéből, tarkójából, mellúszóiból, a hátúszó fölötti testrészéből és farokúszójából több helyen is, hosszú és vékony kinövések vannak, melyeknek végei levélalakban kiszélesednek. Az állat alapszínei a lila és a kék, ezeket sárga, fehér és fekete csíkozások, illetve pontozások díszítik.

## Életmódja
A mérsékelt övi csontoshal-faj, amely 50 méteres mélységig is leúszhat. A korallzátonyok közelében, de főképp az alga és tengerifű (Zostera) borította fenéken él. Kis rákokkal táplálkozik.

## Szaporodása
Az ívási időszaka akkor kezdődik, amikor a nappal eléri a 12,5 órás hosszt és a vízhőmérséklet a 14 Celsius-fokot. A párzást megelőzően a hím és a nőstény körülbelül 2-4 hétig udvarol egymásnak. Ennél a fajnál is a hím hordja és gondozza a megtermékenyített ikrákat. A csikóhalaktól eltérően a hím nem a hasa „erszényében” tartja ikráit, hanem a farokúszó tövének alsó részén, mélyedésekbe ágyazódva. A kikelésig 30-38 nap kell, hogy elteljen.

## Felhasználása
Csak az akváriumok számára gyűjtik be.

## Képek

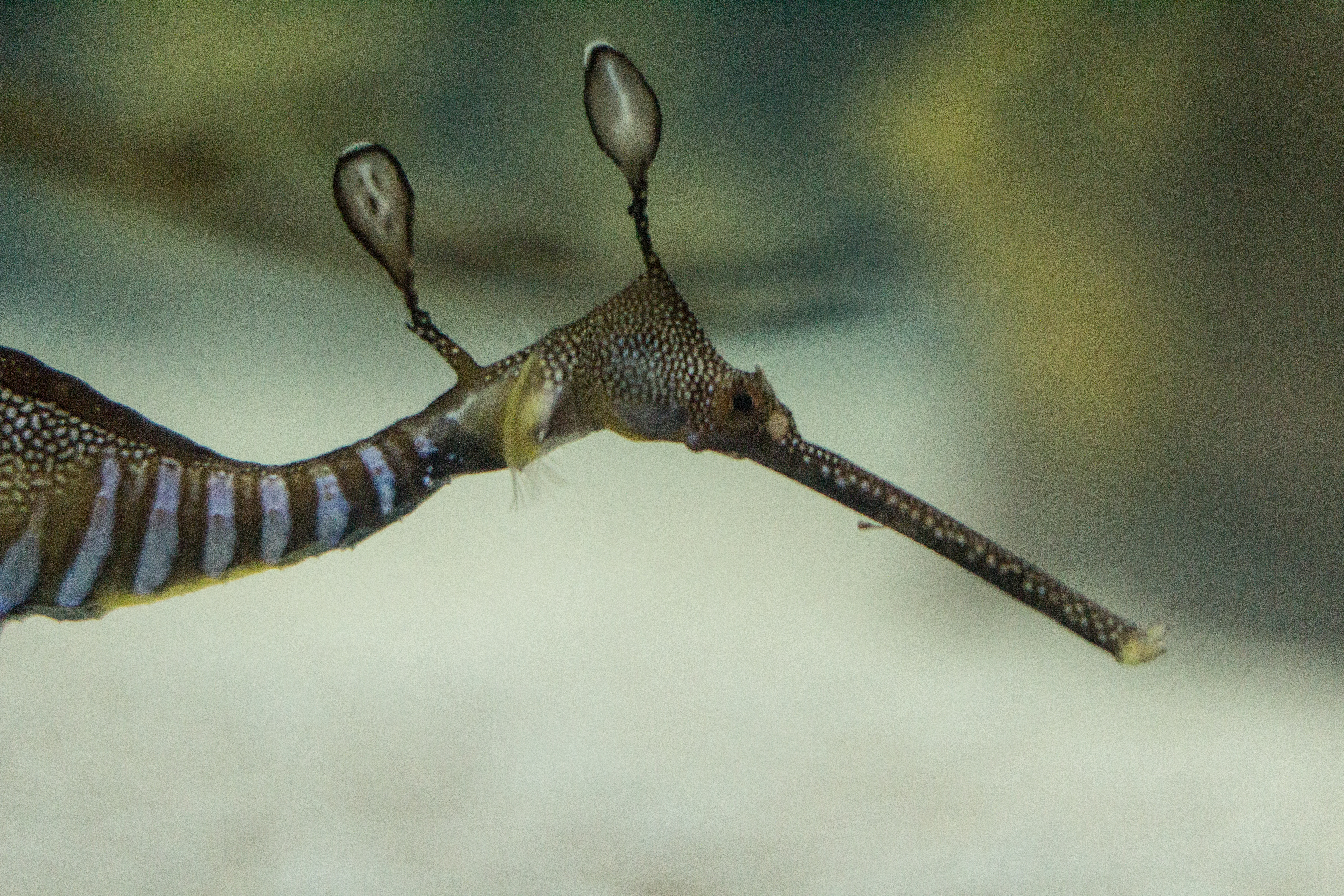
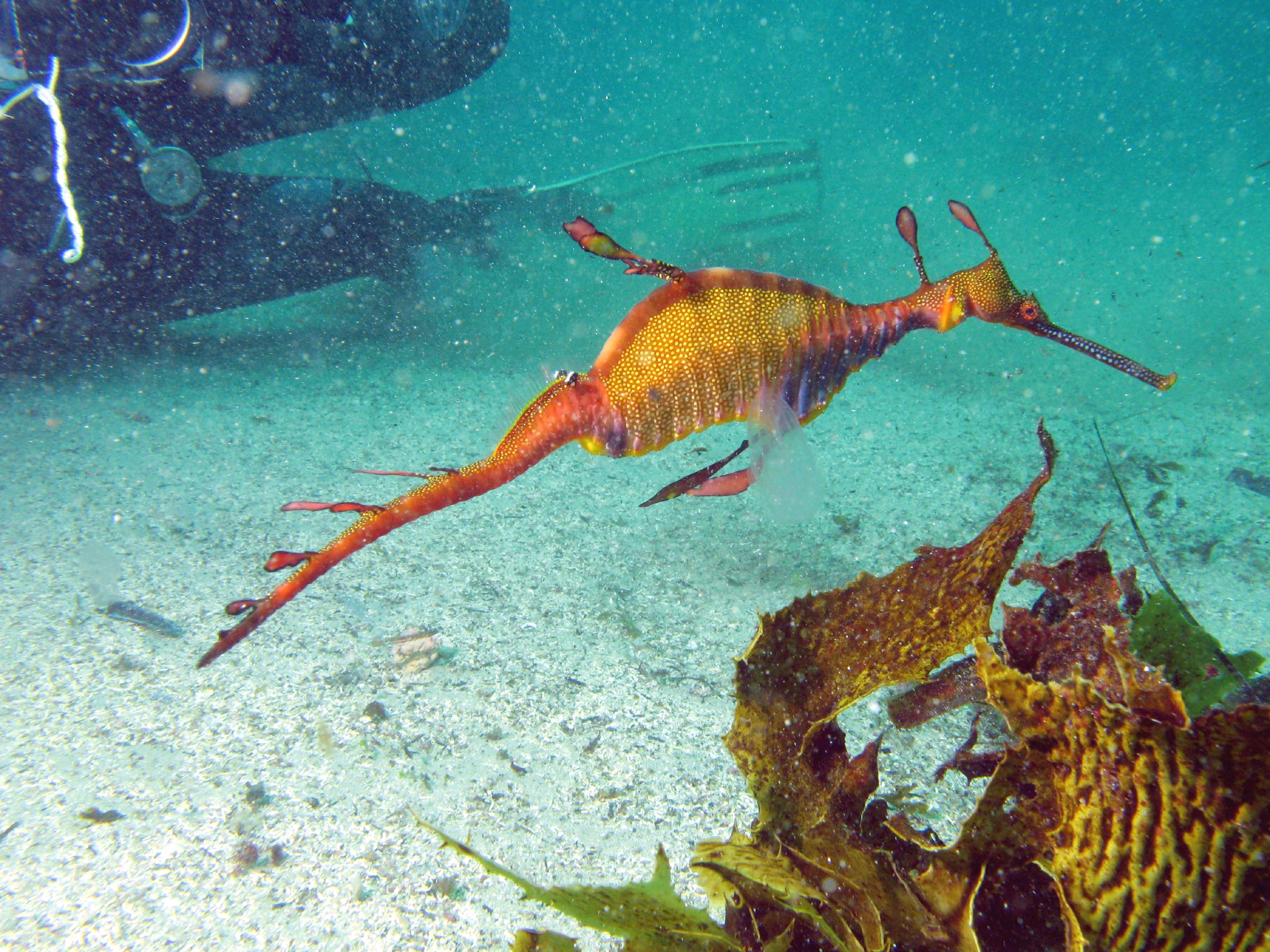
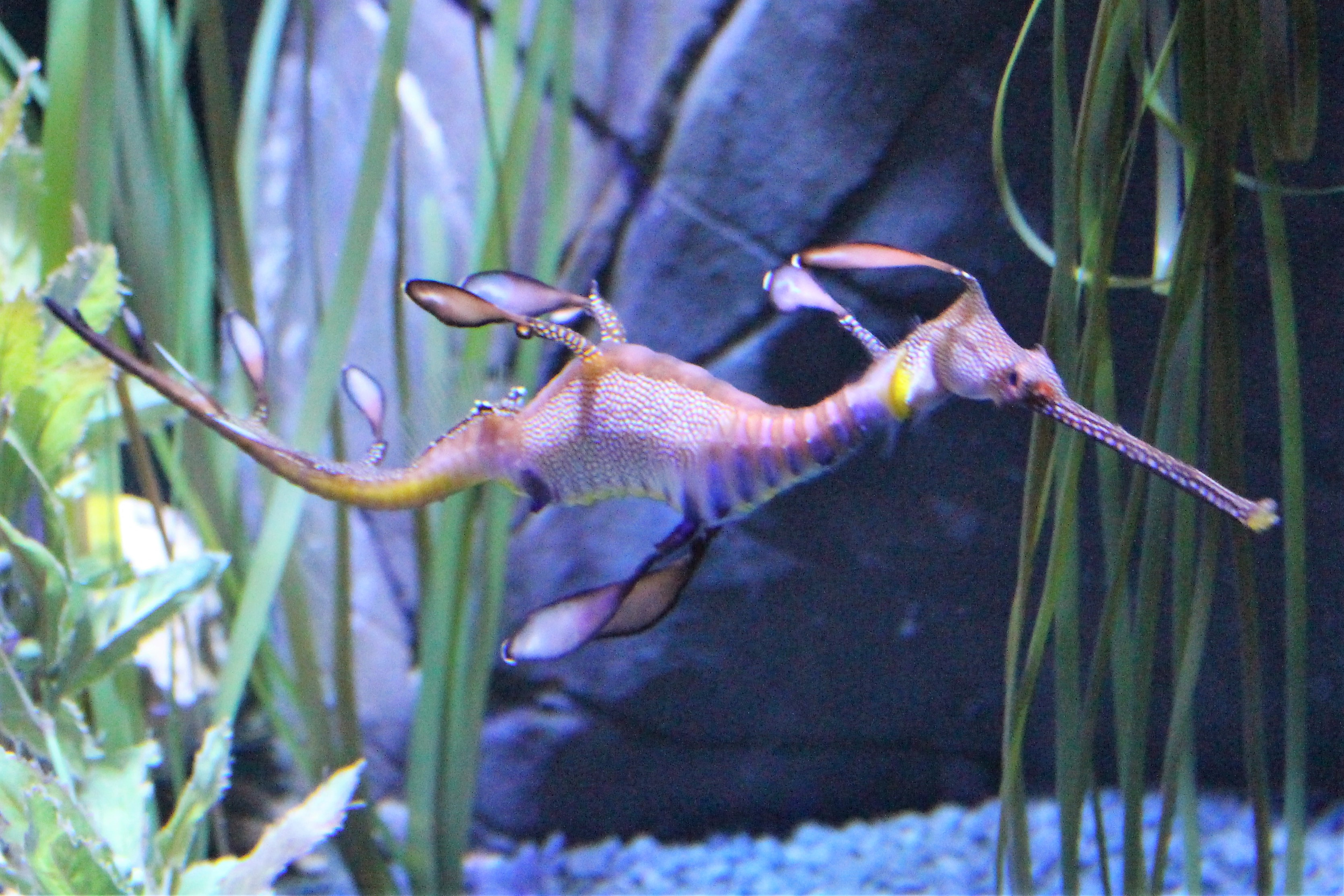
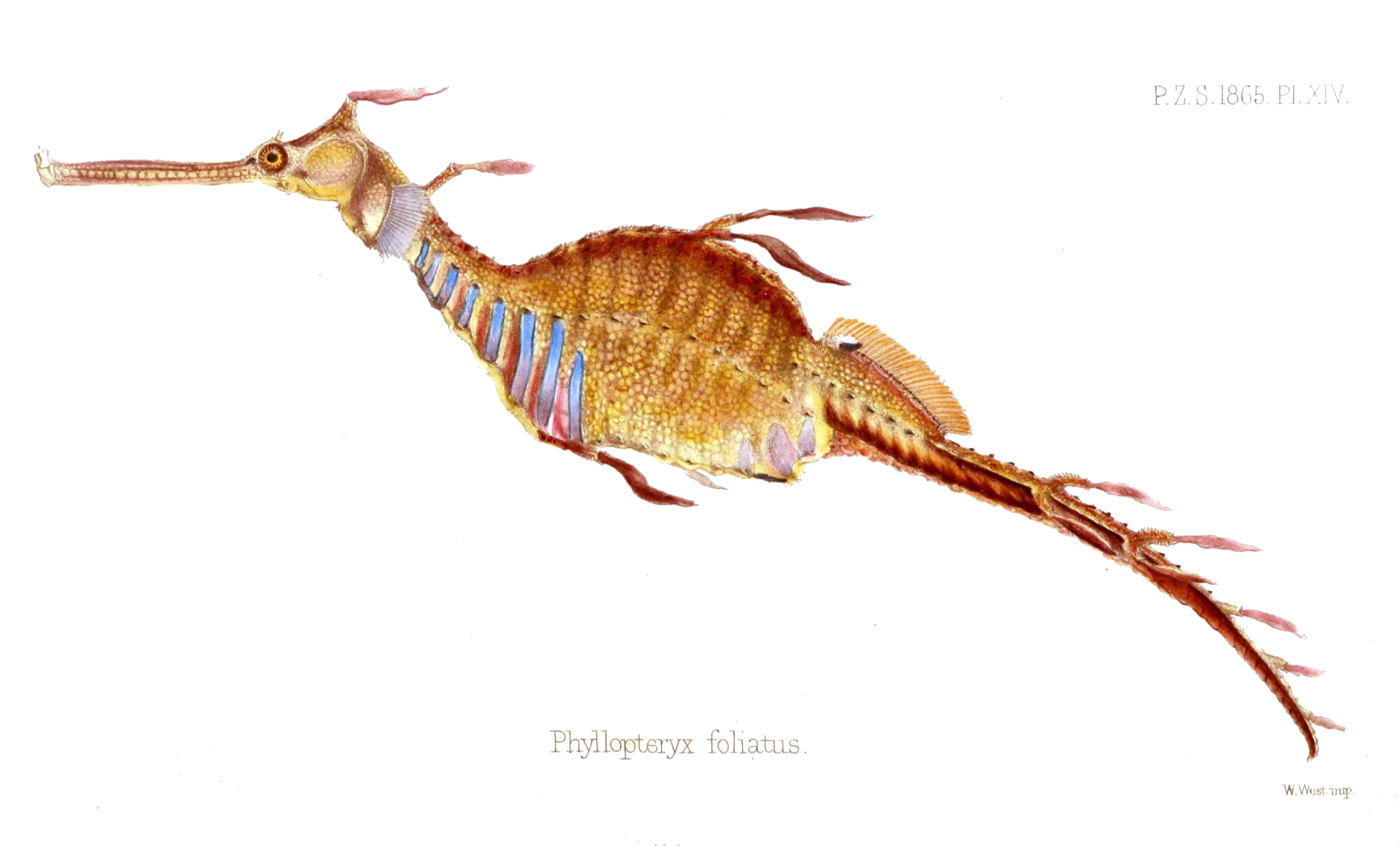
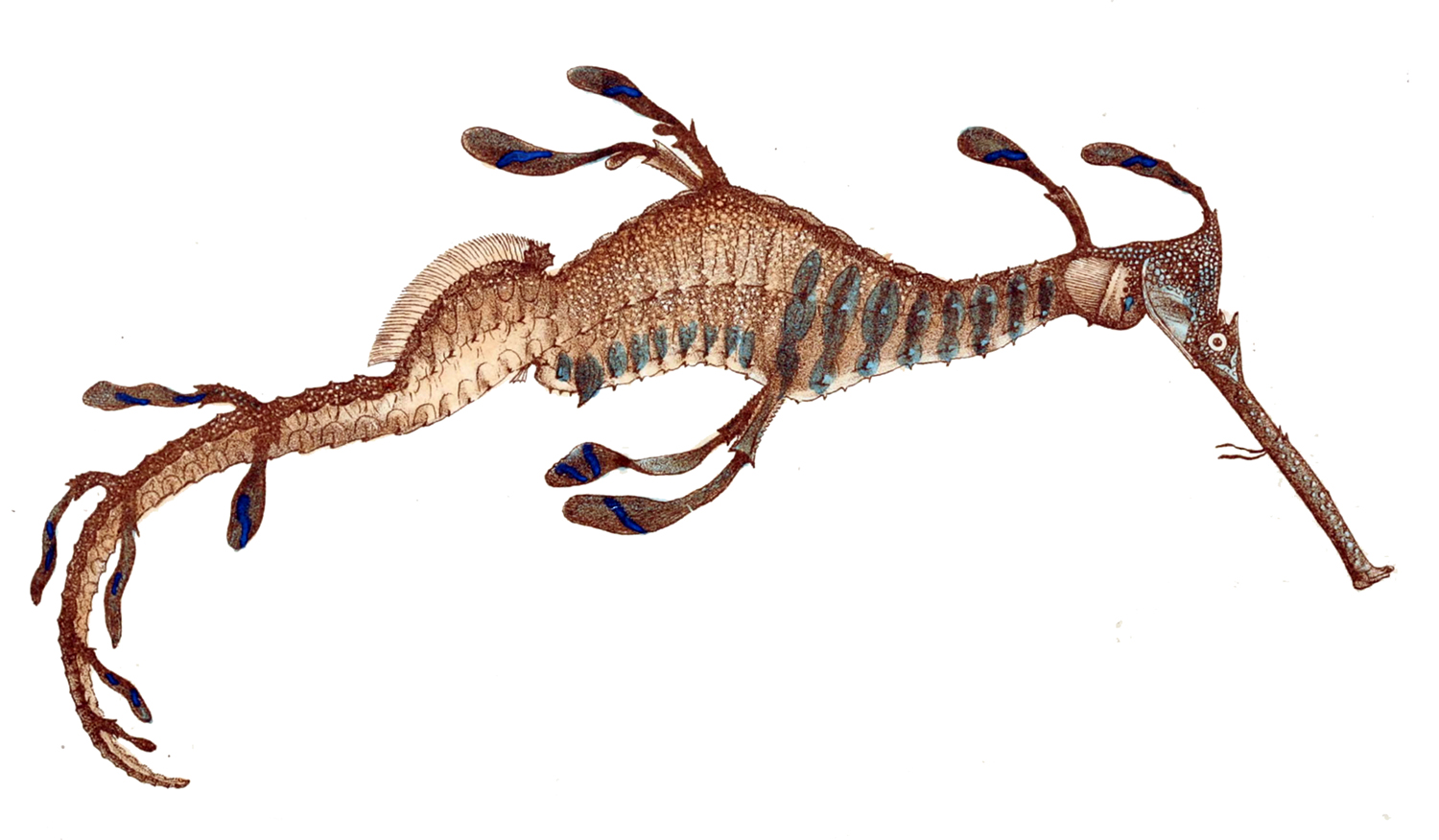